# 暗箱

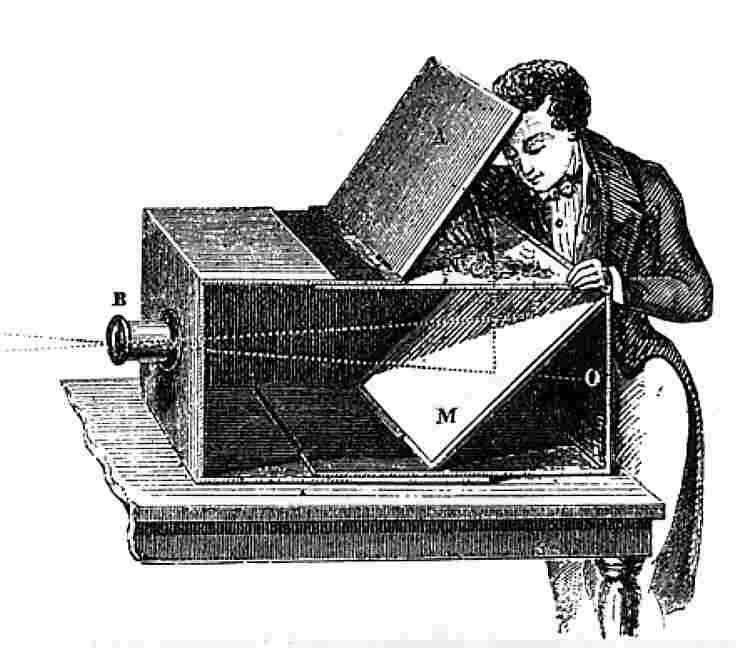
暗箱的工作原理。光線通過鏡頭，經過反光鏡的反射，到達磨沙玻璃，並產生一個影像。把半透明的紙張放在玻璃上，即可勾畫出景物的輪廓。

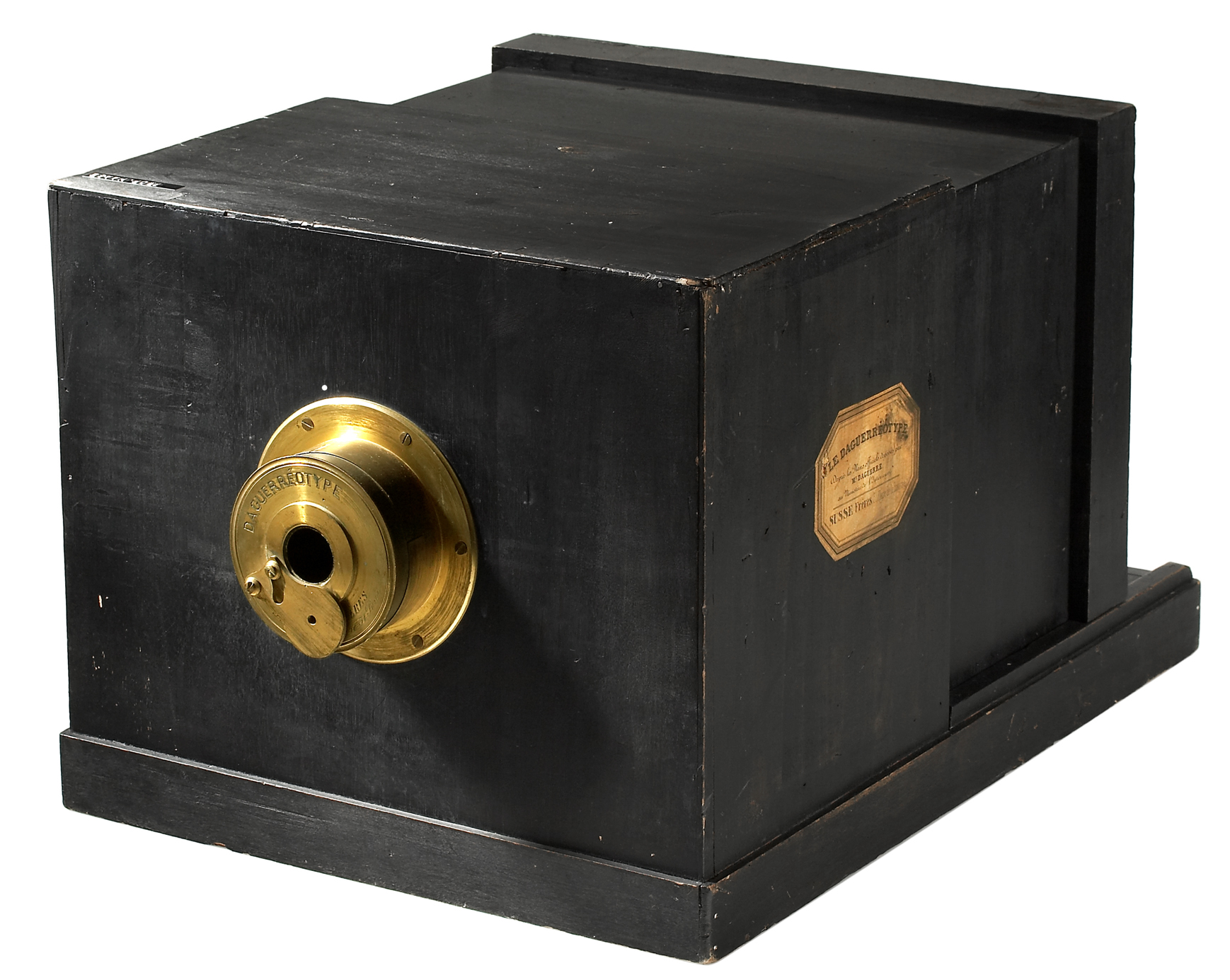
1839年的達蓋爾相機，外觀與暗箱十分相似。

暗箱（英語：Camera obscura），又稱暗盒，是一種光學儀器，可以把影像投在屏幕上。暗箱的概念早在公元前已經出現。自15世紀開始，被藝術家用作繪畫的輔助工具。至18世紀未，一些攝影先驅用暗箱進行攝影實驗。例如出身顯赫的湯瑪斯·威治伍德，他在1790年代開始研究硝酸銀對光線的反應，並嘗試以暗箱拍攝照片，不過以失敗告終。
暗箱是相機的前身。

## 歷史

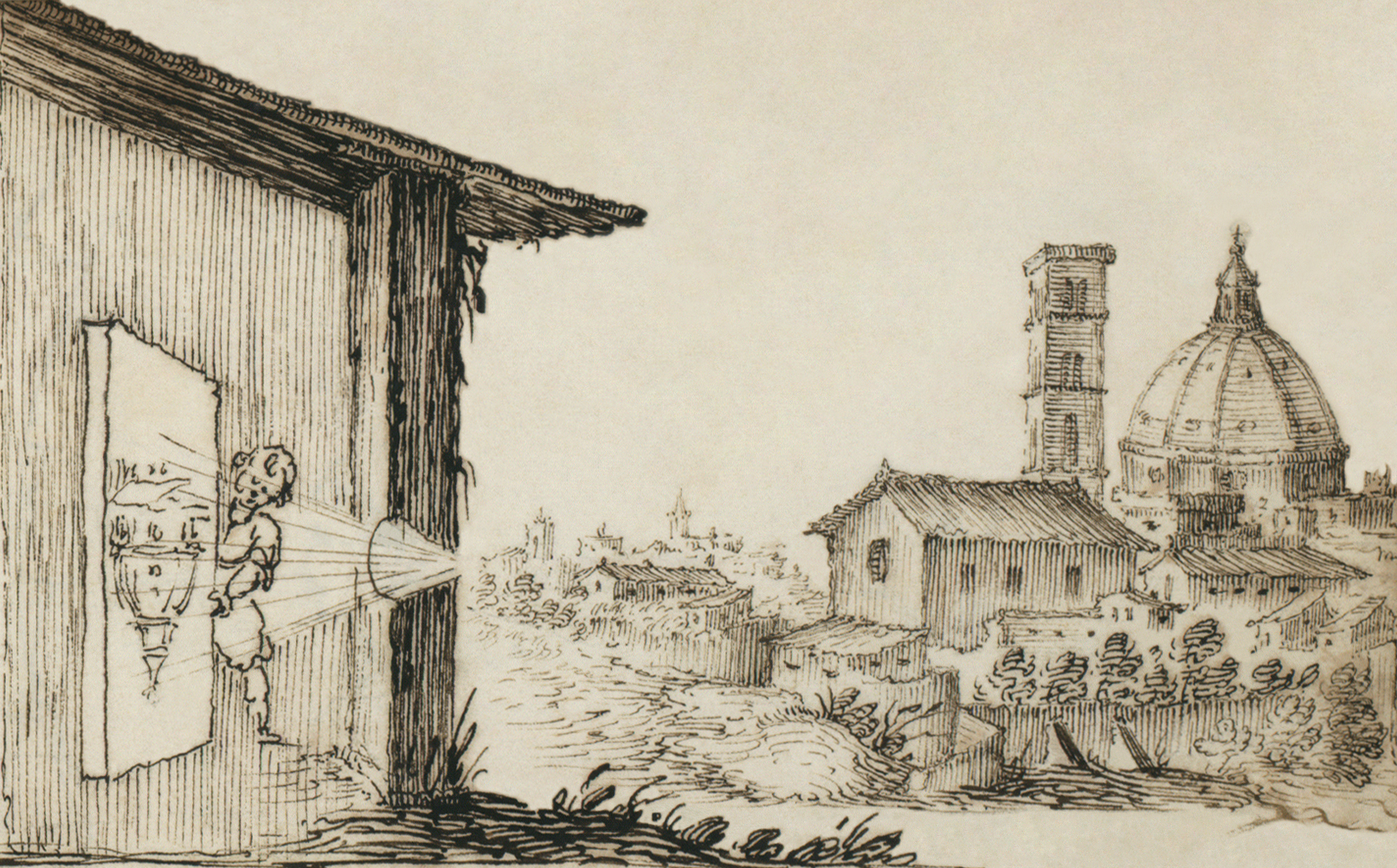
17世紀的暗箱。

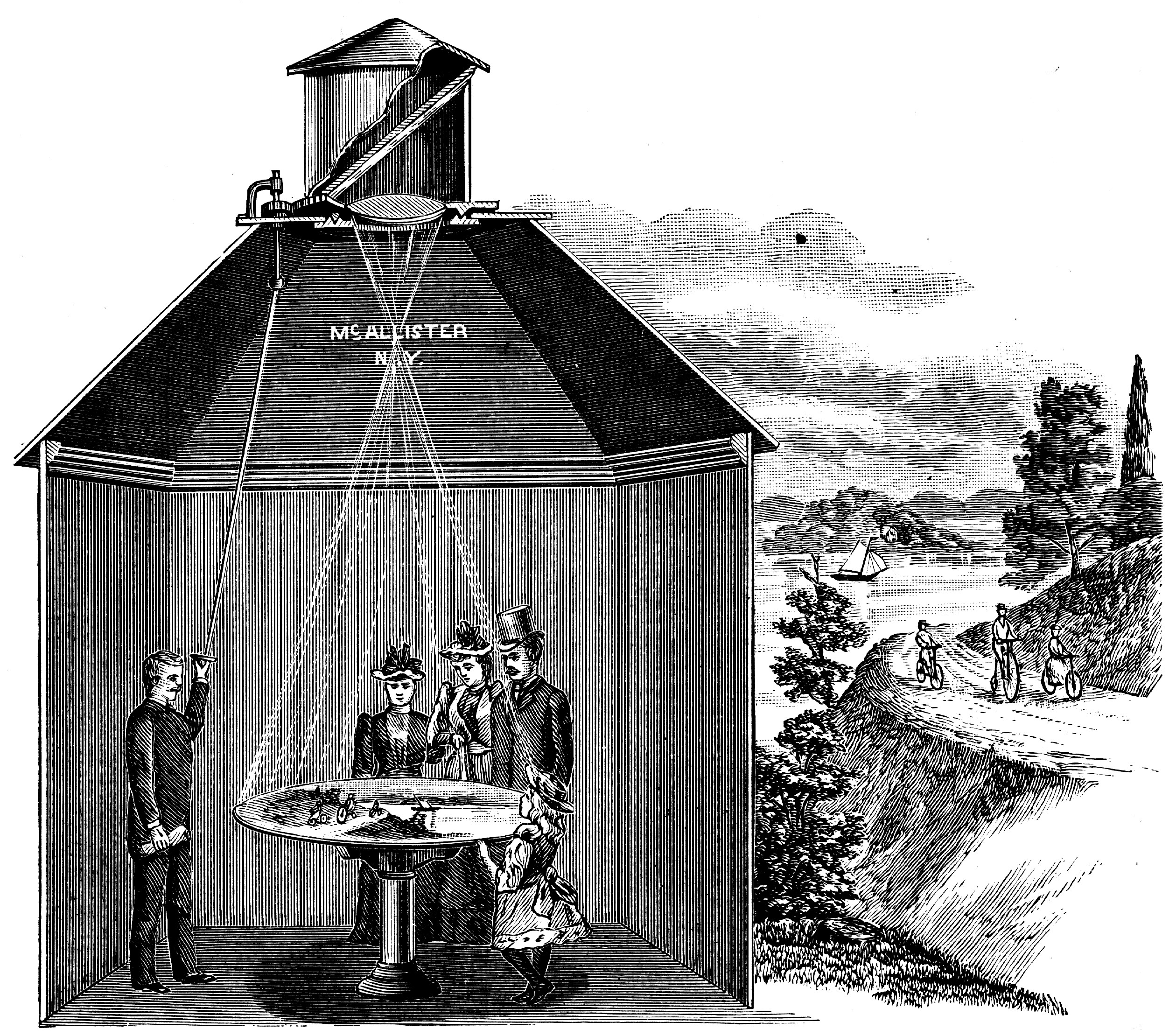
大型的暗箱，用於公園、觀光景點和移動遊樂場。頂部的塔形結構可以旋轉，周圍的景觀一覽無遺。

暗箱的概念早在公元前已經出現。古代學者如墨子留意到光線通過小孔可形成倒立影像。亞里士多德在他的著作《論問題》（Problemata）中，提及暗箱的概念。
原始的暗箱，只是利用一个黑暗的房子的一堵墙上的孔，将外面的景物投射到平面上。實際上，camera obscura的字面意思就是“黑暗的房子”。海什木利用針孔裝置，對日食進行觀察。這些針孔裝置，其工作原理，和現在被稱為針孔相機的工具，是完全一樣的。
值得一提的是，儘管「暗箱」的概念早在公元前已經出現，但要到1604年，camera obscura這個詞才出現。偉大的數學家開普勒是第一個使用這個詞的人。
在15世纪，艺术家们開始利用暗箱作繪畫的輔助工具。布魯內萊斯基利用小孔成像原理進行臨摹，開創透視繪畫法。隨科技的進步，在16世紀，吉安巴蒂斯塔·德拉·波尔塔想出為暗箱裝上凸透鏡，令影像更加清晰明亮。值得一提的是，這些暗箱大多是無法隨意搬動的工具。在17世紀，荷蘭的著名畫家揚·維梅爾，其畫作風格被19世紀中的學者推斷為使暗箱的技術因而能夠畫出其特有的光影和質感。
達文西在《大西洋手稿》中留下了暗箱的草圖。其後又出現可以隨身攜帶，且裝上鏡頭的暗箱，這類暗箱具有對焦機構，有一塊反光鏡，鏡上又有一塊磨砂玻璃可作對焦屏，對焦後把半透明的紙張放在玻璃上繪圖。為了令影像更加清晰，有人想出在暗箱內安裝一片隔膜狀的光圈。
暗箱發展至18世紀，已經十分完備，方便攜帶的暗箱紛紛湧現，成為業餘畫家和畫壇巨匠在旅途上的良伴。至19世紀初，英法等國的攝影先驅開始以暗箱進行實驗，拍攝一系列的照片。不過，由於無法把影像固定下來（定影），照片一經光線照射，影像便消失，相信並沒有實物存世。
值得一提的是，最早期的相機，其外觀和畫家用的暗箱十分相似。

## 藝廊

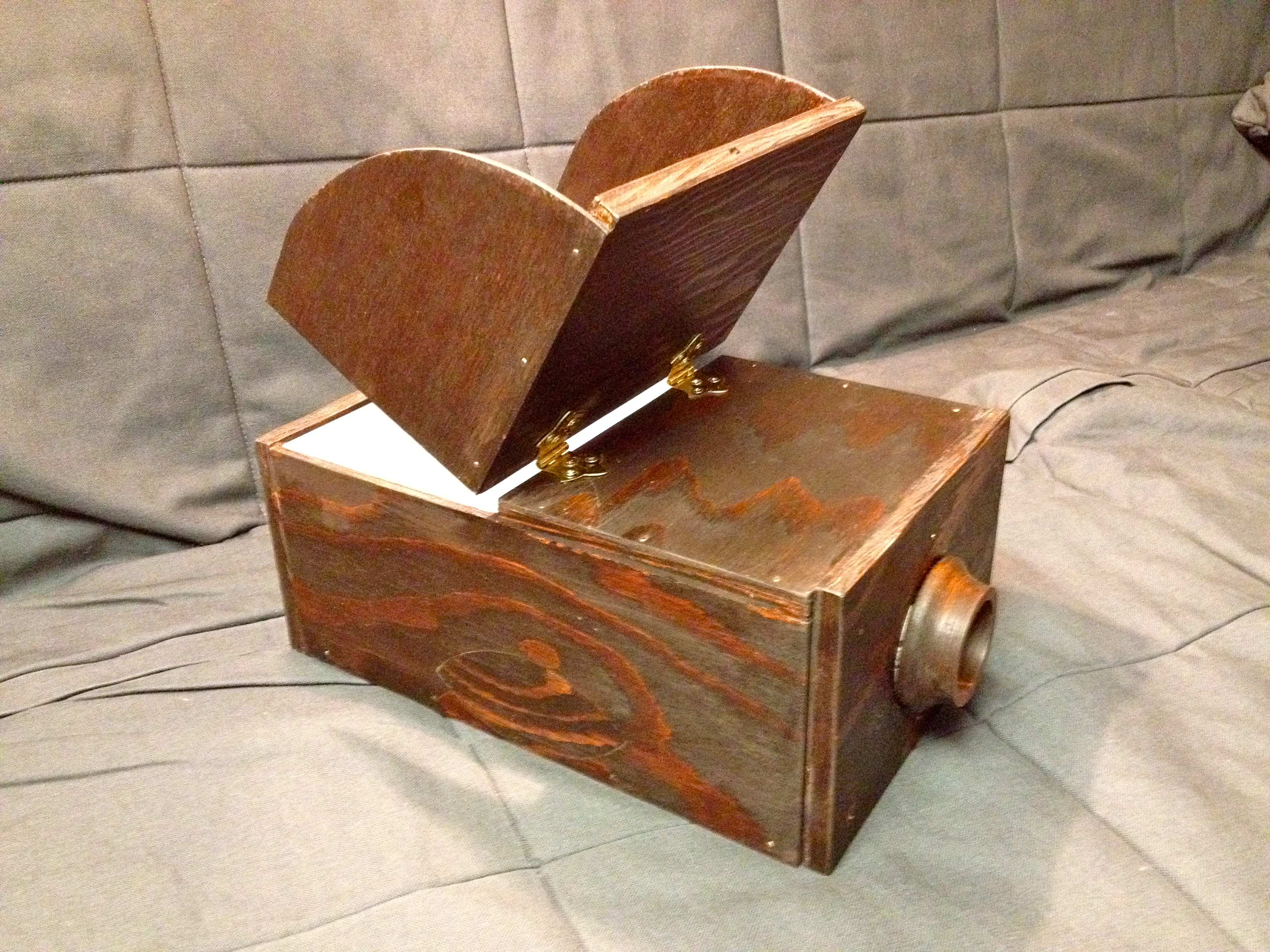
現代的暗箱
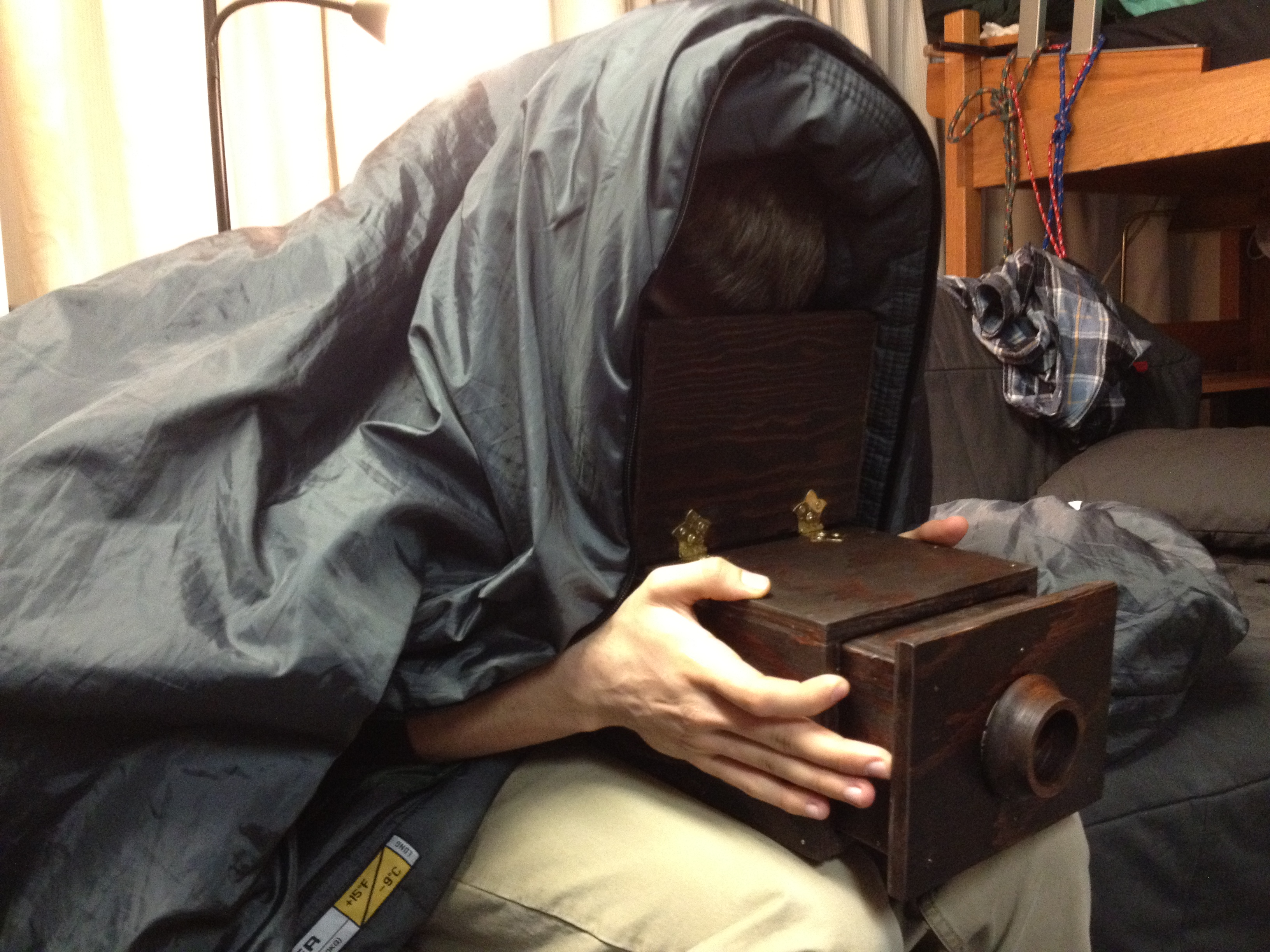
現代的暗箱在室內的使用方法
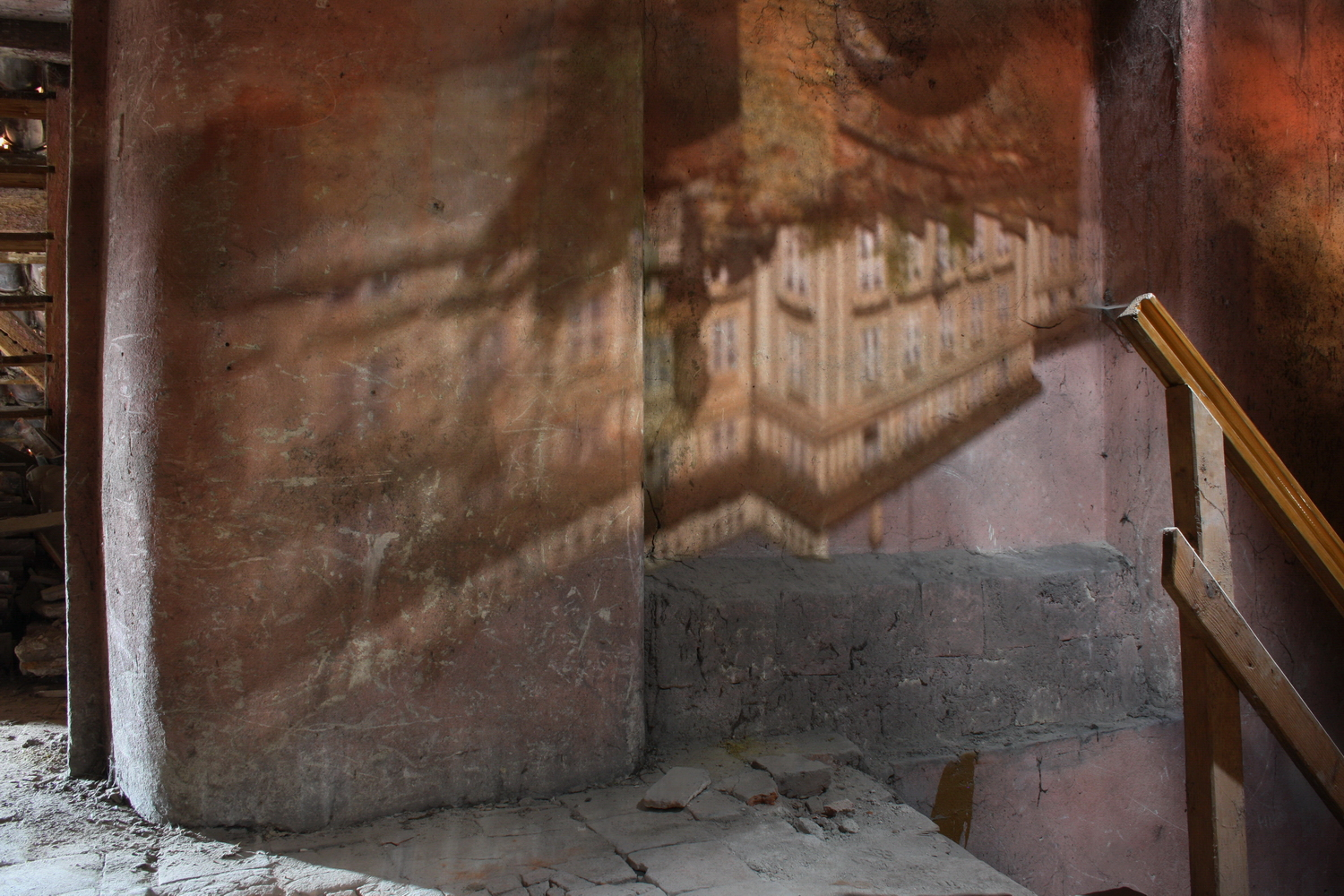
用暗箱產生的投射映像
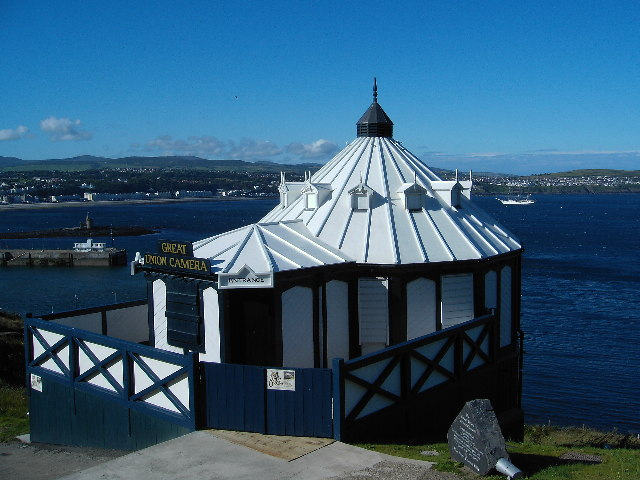
曼島的觀光用大型暗箱